# Кинташ, Рафаэл
Рафаэл Жозе Мештре Кинташ (порт. Rafael José Mestre Quintas; родился 8 марта 2008) — португальский футболист, полузащитник юношеской команды клуба «Бенфика».

## Клубная карьера
Воспитанник футбольной академии клуба «Бенфика». В апреле 2024 года подписал с клубом свой первый профессиональный контракт.

## Карьера в сборной
Выступал за сборные Португалии до 15, до 16 и до 17 лет.
В 2025 году был капитаном сборной Португалии до 17 лет на юношеском чемпионате Европы в Албании, забив гол в матче группового этапа против Албании 19 мая. Португальцы в итоге стали чемпионами, а Кинташ был признан лучшим игроком турнира.

## Достижения
Сборная Португалии (до 17 лет)
- Чемпион Европы до 17 лет: 2025
- Лучший игрок чемпионата Европы до 17 лет: 2025